# 下瓦爾察鄉
47°27′N 23°08′E / 47.450°N 23.133°E
下瓦爾察鄉（羅馬尼亞語：Comuna Oarța de Jos, Maramureș），是羅馬尼亞的鄉份，位於該國西北部，由馬拉穆列什縣負責管轄，面積31平方公里，海拔高度231米，2007年人口1,345，人口密度每平方公里43人。